# 看護のお仕事
看護のお仕事（かんごのおしごと、2022年10月26日以降はレバウェル看護）は、レバレジーズグループの関連子会社レバレジーズメディカルケア株式会社が運営する看護業界特化型求人情報サイトである。

## サイト
看護のお仕事（～2022年10月25日）
看護業界の求人・転職の情報サイト
・看護師さんのための情報サイト ナースときどき女子
看護師向け情報サイト
・看護師のための看護技術QAサイト ハテナース
看護技術Q&Aサイト
・看護師の「見せて！」を叶えるメディア MISETE

## 沿革
- 2010年
  - 1月4日 - 看護のお仕事 サイトオープン
- 2014年
  - 11月19日 - ナースときどき女子 サイトオープン[2]
- 2016年
  - 5月10日 - ハテナース サイトオープン[3]
- 2019年
  - 2月14日 - MISETE サイトオープン[4]
- 2022年
  - 10月26日 - サービス名を『レバウェル看護』に改称（同時に『ナースときどき女子』『ハテナース』も改称し、以降同一名称で展開される）[5]